# Charmosyna toxopei
Charmosyna toxopei là một loài chim trong họ Psittacidae.